# Camera della regina

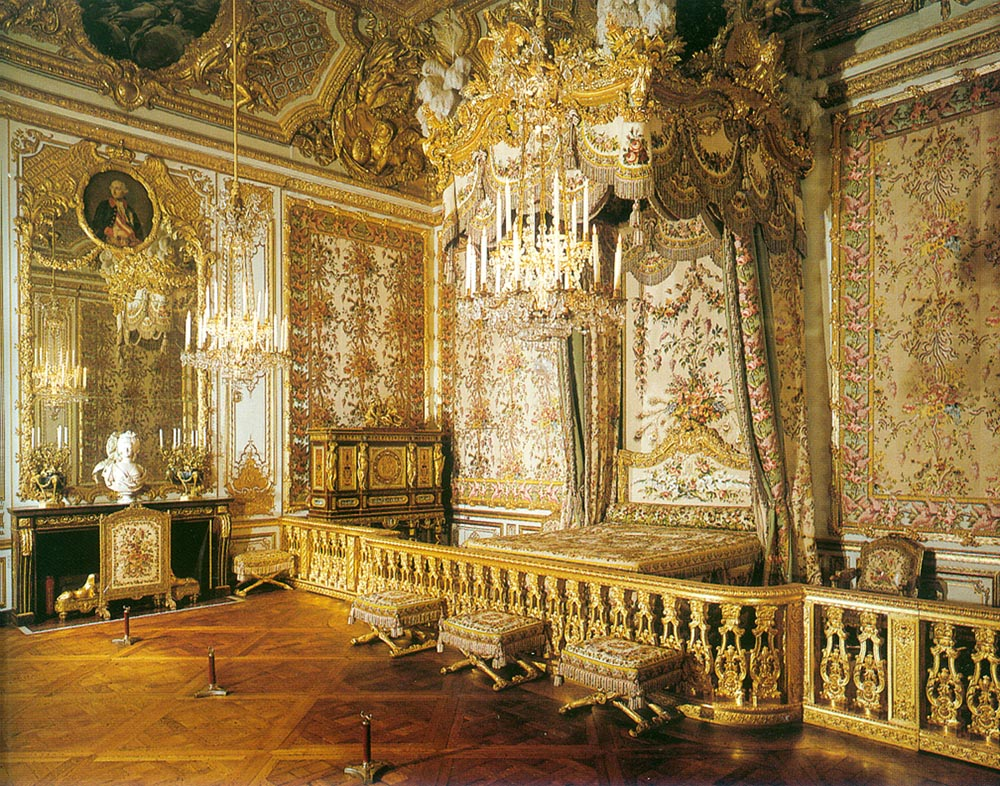
Camera della regina

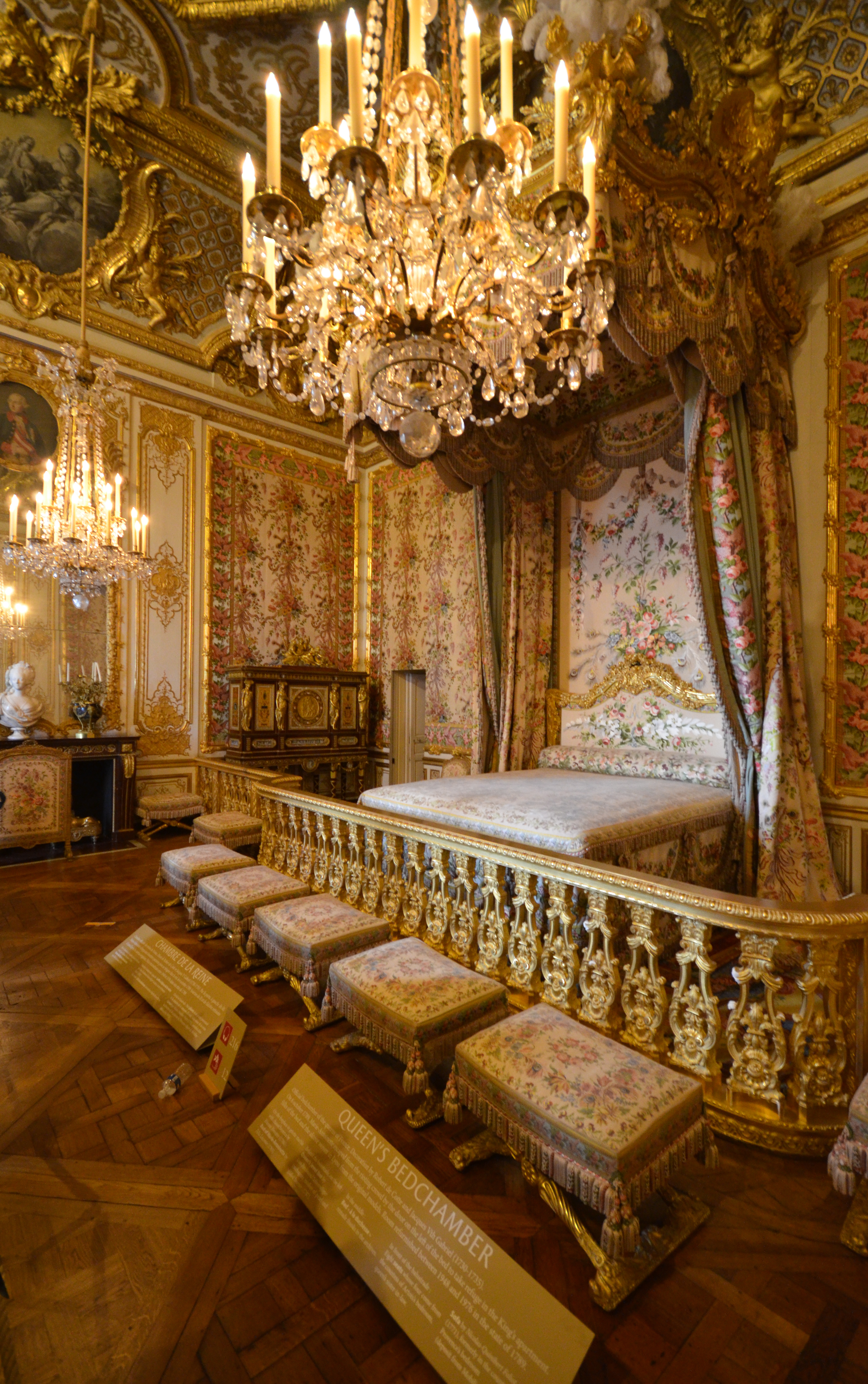
La camera da letto della regina al Castello di Versailles

La Camera della regina è una camera da letto del Grand appartement de la Reine alla Reggia di Versailles. Ѐ situata ad ovest dal Salone della Pace e ad est dal Salone dei Nobili.

## Storia
Più che una vera e propria camera da letto, questa sala del castello, come del resto la sua omologa Grande Chambre du Roi, era un «luogo di messa in scena teatrale» del potere dove si svolgevano varie cerimonie: la coucher de la reine, la lever de la reine, ma anche il luogo dell'adozione pubblica dei "figli di Francia". È anche qui che la sovrana veniva vestita ogni mattina da pochi privilegiati. Su ciascun lato del letto reale, le porte nascoste nella tenda danno accesso a piccoli spazi, come il mobile Meridienne, che costituiscono il petit appartement de la reine. Esistono anche dei passaggi discreti che permettevano alla sovrana di addentrarsi con discrezione nelle varie zone del castello.
Attraverso un passaggio ricavato nei pressi del letto, una porta consentiva di raggiungere direttamente la camera dei figli della regina.
La camera da letto era la stanza principale dell'appartamento, era il luogo in cui si trovava più spesso la regina. Spesso però la regina dormiva unita al re, il che spiega perché il letto del sovrano è più largo di quello della sovrana. Al mattino riceveva gli ospiti durante e dopo la toilette, che costituiva un momento di corteggiamento regolato dall'etichetta come la lever du roi. In questa stanza morirono due regine e due eredi al trono ed inoltre hanno avuto luogo anche le nascite pubbliche: nella camera della regina, infatti, sono nati diciannove bambini reali francesi.
La camera venne in realtà utilizzata pochissimo dalle regine (Maria Antonietta, Maria Teresa e Maria Leszczyńska) in quanto sovente esse dormivano con il re. Qui invece tutte le mattine si svolgeva la loro toeletta.

## Arredamento e decorazioni
Nella camera della regina sono presenti un letto a baldacchino, un armadietto per gioielli, un camino, un orologio da camino, una scultura di legno proveniente da Verbekt e molte altre decorazioni.
Le decorazioni conservate sono retaggi delle tre regine che l'hanno occupata: la divisione del soffitto è datata all'epoca di Maria Teresa, moglie di Luigi XIV, mentre le pitture e le boiseries vennero realizzate per Maria Leszczyńska, moglie di Luigi XV. Per quanto riguarda i mobili e il camino, risalgono all'epoca di Maria Antonietta, moglie di Luigi XVI. Questi erano gli unici oggetti nella stanza consegnati nuovi per il sovrano. Negli angoli fu aggiunta nel 1770, con l'arrivo di Maria Antonietta a Versailles, l'aquila bicipite austriaca.
Inoltre nel 1775 sopra gli specchi furono installati degli arazzi raffiguranti Luigi XVI, sua madre Maria Teresa e suo fratello Giuseppe II.
Come per il resto del castello, la Rivoluzione francese portò la stanza a essere completamente svuotata dei suoi mobili e decorazioni. Le sedie pieghevoli e il divano che oggi arredano la stanza furono consegnati per la camera da letto della contessa d'Artois, cognata della regina. Il tessuto che adorna le pareti è stato ritessuto in modo identico ai mobili estivi installati il 6 ottobre 1789. La balaustra è una riproduzione di quella della duchessa d'Orléans al Palais-Royal e il letto è stato ricreato in modo identico su disegno di Jean-Francois Bony. Quanto alla trapunta del letto, al portagioielli, agli alari, al parascintille del camino e a due dei ritratti del medaglione, sono quelli autentici che la regina possedeva.